# Brichos - A Floresta É Nossa
Brichos - A Floresta É Nossa é um filme de animação brasileiro realizado em 2012 pelo diretor Paulo Munhoz. O longa de animação é a sequência do filme Brichos (de 2007) e a atual produção conta com a participação de Antonio Abujamra, Marcelo Tas e Fabíula Nascimento, que fazem as vozes dos personagens.
O filme também apresenta um redesign nos visuais dos personagens comparado ao do primeiro filme, passando a seguir um estilo de arte menos cartunesco e um pouco mais similar ao de animações japonesas. O filme teve sua continuação como uma série de TV que também utiliza os mesmos designs dos personagens mostrados neste filme.

## Enredo
O filme começa mostrando Tales e seus amigos nas férias de verão. Bandeira foi viajar junto do pai Olavo para o Oriente médio a bordo de um jipe, Dumontzinho foi fazer intercâmbio na América do Norte onde faz uma nova amiga chamada Pandinha, enquanto que Tales e Jairzinho ficaram na vila fazendo um acampamento.
Tudo está normal até Tales e Jairzinho descobrirem o retorno de Ratão que está fazendo negócios com um executivo americano chamado Sam Baldeagle. Os dois revelam estar trabalhando juntos para um cachorro chamado Mr. Birdestroy cuja meta é tomar posse da Vila dos Brichos e derrubar sua floresta, além de também ter aliança com o dromedário terrorista Al Corcova. Enquanto isso Bandeira e Olavo acabam ficando presos no meio do deserto até serem resgatados por um grupo de calangos bandidos chamados "Lagaregues" liderados por Abdul-Aziz. Dumontzinho e Pandinha encontram o esconderijo secreto dos vilões e conseguem enviar informações para a vila sobre o plano de Birdestroy.
Posteriormente Ratão faz um acordo com o prefeito da Vila dos Brichos para apresentar o projeto da compra da vila para os moradores indo longe a ponto de querer suborná-los com dinheiro, mas acabam perdendo na votação após Tales mostrar um vídeo conscientizando sobre a importância da floresta. Após terem fracassado na proposta da venda Ratão e Sam são despedidos por Birdestroy que vai junto de Al Corcova para uma estação espacial usar uma lente para incendiar a floresta. No entanto Bandeira, Olavo, Abdul, Dumontzinho e Pandinha conseguem invadir a base de Al Corcova e utilizam duas naves militares para apagar a lente salvando assim a floresta.
No final após o foguete ser destruído, Birdestroy e Al Corcova escapam através de um traje espacial, onde eles aparecem flutuando bem longe do planeta Terra, O filme termina com uma piada onde Al Corcova solta gases dentro do traje.

## Elenco
| Elenco             | Elenco                                                     | Elenco |
| Ator               | Personagem                                                 |        |
| ------------------ | ---------------------------------------------------------- | ------ |
| Paulo Munhoz       | Tales / Abdul Aziz / Dona Gina                             |        |
| Renet Lyon         | Jairzinho                                                  |        |
| Vadeco Schettini   | Bandeira                                                   |        |
| Fabíula Nascimento | Dumontzinho                                                |        |
| Marcelo Tas        | Mr. Birdestroy                                             |        |
| Michelle Pucci     | Pandinha / Oncília / Tia Tatuzinha                         |        |
| Antônio Abujamra   | Al Corcova                                                 |        |
| André Abujamra     | Ratão                                                      |        |
| Andrei Moscheto    | Olavo / James Bode                                         |        |
| Mauro Zanatta      | Professor Dumont                                           |        |
| Hélio Barbosa      | Sam Baldeagle                                              |        |
| Danilo Correia     | Prefeito Ararogalo / Assessor / Tartaruga / Castor / Dufus |        |
| Wellington Wella   | Jaguar                                                     |        |
| Mauro Zanatta      | P. Dumont                                                  |        |
| Anna Zetola        | Dra. Sula                                                  |        |
| Chico Nogueira     | Cavalo de Abdul Aziz                                       |        |
| Enéas Lour         | Rubinelson                                                 |        |
| Regina Vogue       | Madame Ísis                                                |        |
| Letícia Leite      | Maya                                                       |        |

## Antecedentes e produção
O primeiro filme da série, Brichos, foi lançado em 2007 e teve recepção positiva dos espectadores. Entre este e A Floresta É Nossa, Munhoz produziu o filme Belowars (2009). Ele comentou que A Floresta É Nossa, com incentivo da Lei Rouanet, seria lançado apenas com uma grande distribuidora, já que "a qualidade técnica do filme é bem superior [ao primeiro]".